# Abu Kleefun
Abu Kleefun (tiếng Ả Rập: أبو كليفون) là một ngôi làng Syria nằm ở Al-Suqaylabiyah Nahiyah ở huyện Al-Suqaylabiyah, Hama. Theo Cục Thống kê Trung ương Syria (CBS), Abu Kleefun có dân số 72 người trong cuộc điều tra dân số năm 2004.